# Kyphosus
Genre
Kyphosus est un genre de poissons marins de la famille des Kyphosidae, souvent appelés « saupes » ou « caligères » en français.

## Taxonomie
Le nom du genre (et de la famille) vient du grec kyphos, qui signifie « bossu », plusieurs espèces ayant un dos proéminent.
La taxonomie des espèces est encore incertaine aujourd’hui. En effet, elle est basée sur une combinaison d’éléments tels que le nombre de rayons de la nageoire molle anale et dorsale, le nombre d’écailles, de fentes branchiales, les motifs de couleur, les proportions relatives du corps et la position des nageoires.
Une révision de 2013 dénombre 11 espèces de Kyphosus : Kyphosus bigibbus, Kyphosus cinerascens, Kyphosus cornelii, Kyphosus elegans, Kyphosus gladius, Kyphosus hawaiiensis, Kyphosus lutescens, Kyphosus pacificus, Kyphosus sectatrix, Kyphosus sydneyanus et Kyphosus vaigiensis ; cependant, les bases de données de référence divergent (voir plus bas).

## Description
Les espèces de Kyphosus sont caractérisées par un corps de forme ovale qui varie en longueur et en largeur. La tête a un aspect pointu et les dents sont lancéolées ressemblant à des incisives.
La nageoire dorsale a 10-11 épines et 10-15 rayons mous tandis que la nageoire anale possède 2-3 épines et 10-14 rayons mous. La nageoire pectorale possède 15-20 rayons et la nageoire pelvienne possède 1 épine et 5 rayons. La nageoire pelvienne peut se trouver juste en-dessous de la nageoire pectorale ou peut être située bien en arrière de la partie antérieure de la nageoire pectorale. Enfin, la nageoire caudale a 16-18 rayons.
Les écailles sont rugueuses et couvrent le corps à partir de la région post-orbitaire de l'opercule, de la joue et postérieurement de la nageoire caudale. La région inter-orbitaire ne possède pas écailles ou alors peut en avoir jusqu'à 24 rangées. La région pré-orbitale ne contient pas d’écailles.
Quant à la couleur, elle varie selon le genre. Le poisson peut être de couleur grise à argentée, bronze ou vert olive sur un fond argenté et il peut avoir 5-8 larges bandes verticales sombres. Certaines espèces ont des lignes horizontales d'écailles dorées le long du corps de l'opercule à la nageoire caudale. D’autres peuvent avoir de larges lignes bleues et jaunes horizontales.
Certaines espèces ont également une strie horizontale blanche ou argentée prononcée sous l'œil.
Enfin, les juvéniles sont souvent tachetés. Un motif est aussi parfois affiché chez les adultes, lorsqu'il est associé à un comportement agressif. 
Enfin, concernant la reproduction, tous réalisent une reproduction sexuée et sont ovipares.

## Écologie et habitat
Kyphosus est largement distribué dans les océans Atlantique, Indien et Pacifique.
Les espèces de Kyphosus sont présentes dans les eaux subtropicales des hémisphères Sud et Nord, où elles ont été enregistrées en Méditerranée, dans la mer Rouge, et dans les régions tempérées d'Australie et du nord de la Nouvelle-Zélande.  Il y a également eu un rapport de capture de Kyphosus dans le golfe Pierre-le-Grand, en Russie.  On les retrouve aussi dans le centre-est et l'ouest de l'Atlantique, dans l'océan Pacifique depuis la partie centrale ouest du Pacifique jusqu'à Hawaii, l'île de Pâques et le Pacifique Est.

## Alimentation
Les espèces du genre Kyphosus sont des herbivores se nourrissant principalement de macro-algues. Ces algues contiennent un niveau élevé de glucides et un faible niveau d’acides aminés protéinogènes.
Dès lors, ces poissons qui ingurgitent de faibles niveaux d’acides aminés comptent sur la fermentation microbienne des hydrates de carbone des algues et donc sur la production d’acide gras volatils qui en découle comme source d’énergie. Et tous les acides aminés alimentaires sont utilisés pour leur besoin en azote et non pour produire de l’énergie. En effet, les poissons qui ont un taux élevé d’acides aminés alimentaires (par exemple les poissons carnivores) peuvent métaboliser ces acides aminés à la fois comme énergie et comme source d’azote essentielle à la croissance.
Les espèces de Kyphosus constituent une grande partie de la biomasse des poissons dans certaines zones notamment en Australie occidentale, où l'on pense qu'elles ont un impact considérable sur la biomasse d'algues.

## Rôle écosystémique
Étant donné que ce sont des poissons herbivores mobiles qui se spécialisent dans le broutage de grandes algues, ils sont particulièrement importants dans les récifs coralliens car leur activité sert de régulateur dans la compétition algues-coraux, permettant d’éviter que les algues prennent le dessus sur les coraux. Kyphosus joue donc un rôle vital dans la résilience des récifs coralliens par une prédation intense des macro-algues.

## Liste d'espèces
Synthèse des listes établies par World Register of Marine Species (27 mai 2021), FishBase (27 mai 2021) et Knudsen et Clements (2013) : 
- Kyphosus analogus (Gill, 1862) (reconnu uniquement par WoRMS[6], synonyme de K. vaigiensis pour les autres sources)
- Kyphosus atlanticus Sakai & Nakabo, 2014 (reconnu uniquement par WoRMS[6])
- Kyphosus azureus (Jenkins & Evermann, 1889) (reconnu uniquement par FishBase[7] et Knudsen et Clements (2013)[1])
- Kyphosus bigibbus Lacepède, 1801
- Kyphosus bosquii (Lacepède, 1802) (reconnu uniquement par WoRMS[6])
- Kyphosus cinerascens (Forsskål, 1775) - Saupe grise
- Kyphosus cornelii (Whitley, 1944)
- Kyphosus elegans (Peters, 1869)
- Kyphosus gladius Knudsen & Clements, 2013
- Kyphosus hawaiiensis Sakai & Nakabo, 2004
- Kyphosus incisor (Cuvier, 1831) (reconnu par WoRMS[6] et FishBase[7] mais pas par Knudsen et Clements (2013)[1])
- Kyphosus lutescens (Jordan & Gilbert, 1882) (reconnu par WoRMS[6] et FishBase[7] mais pas par Knudsen et Clements (2013)[1])
- Kyphosus ocyurus (Jordan & Gilbert, 1882)
- Kyphosus pacificus Sakai & Nakabo, 2004 - Saupe du Pacifique  (reconnu par WoRMS[6] et FishBase[7] mais pas par Knudsen et Clements (2013)[1])
- Kyphosus sandwicensis (Sauvage, 1880) (reconnu par WoRMS[6] et FishBase[7] mais pas par Knudsen et Clements (2013)[1])
- Kyphosus sectatrix (Linnaeus, 1758) (ou « sectator »)
- Kyphosus sydneyanus (Günther, 1886)
- Kyphosus vaigiensis (Quoy & Gaimard, 1825) - Saupe cuivrée

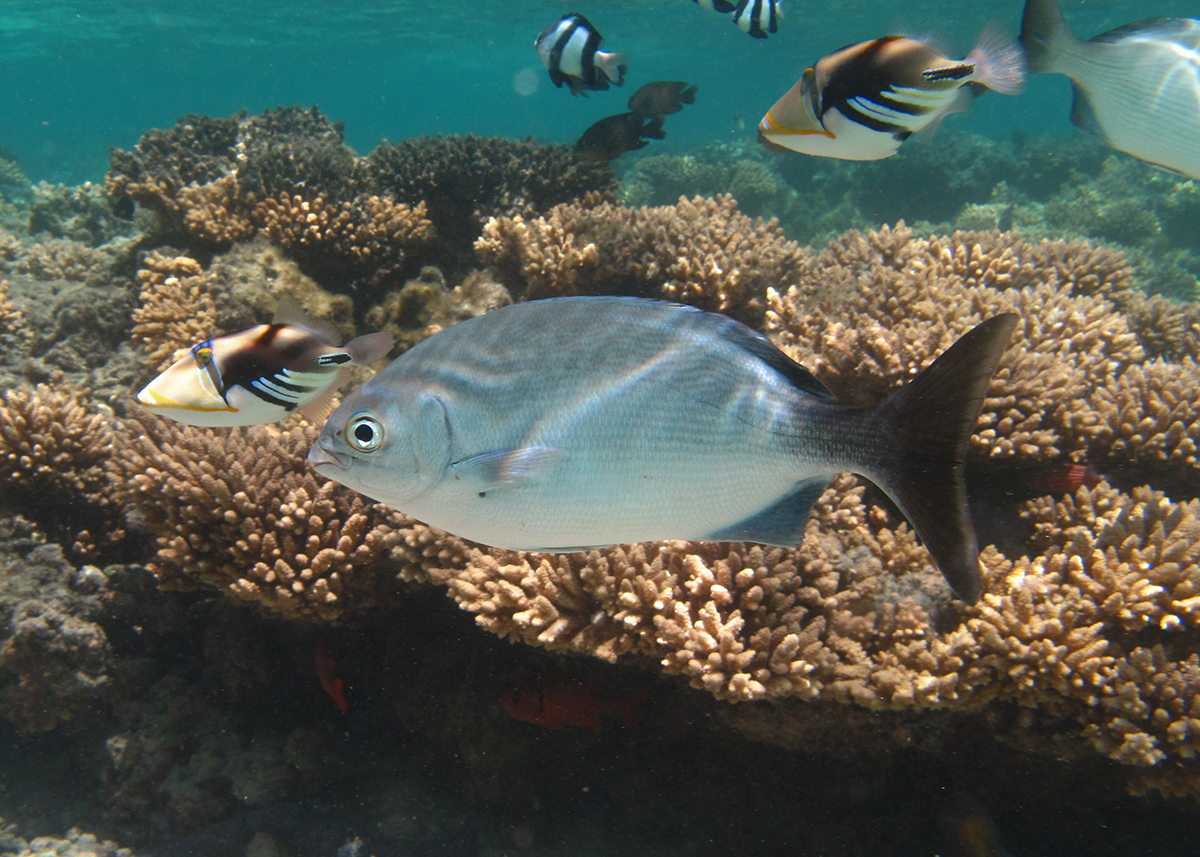
Kyphosus bigibbus
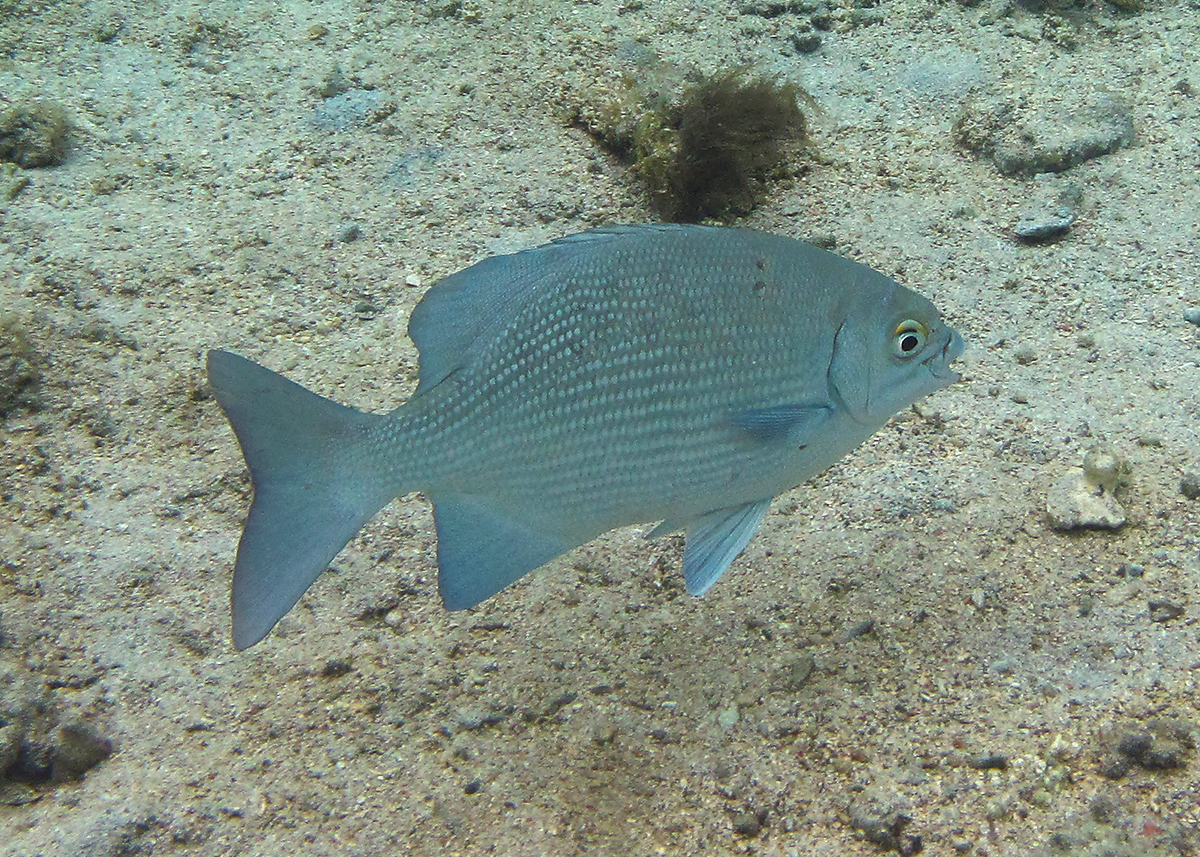
Kyphosus cinerascens
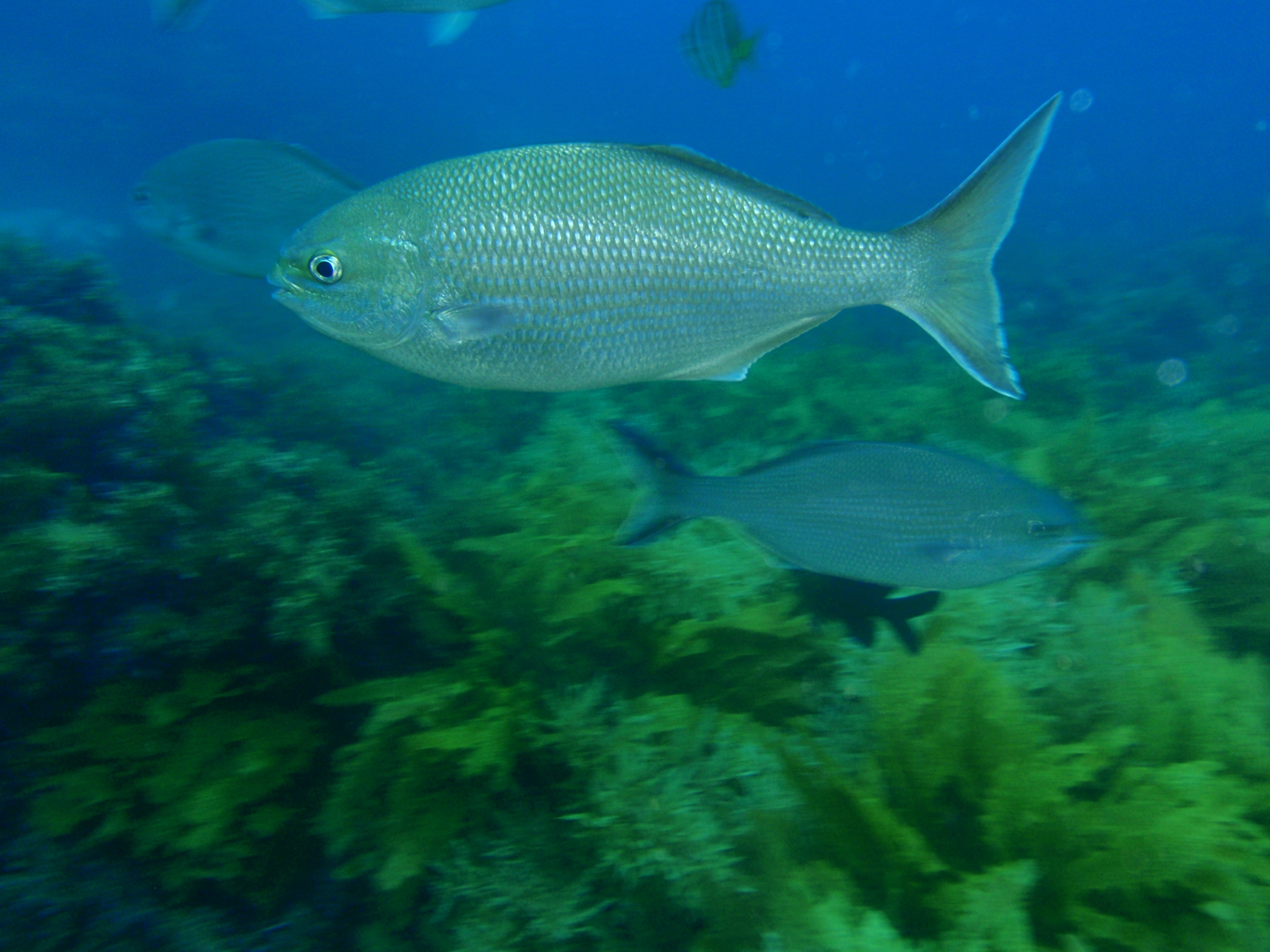
Kyphosus cornelii
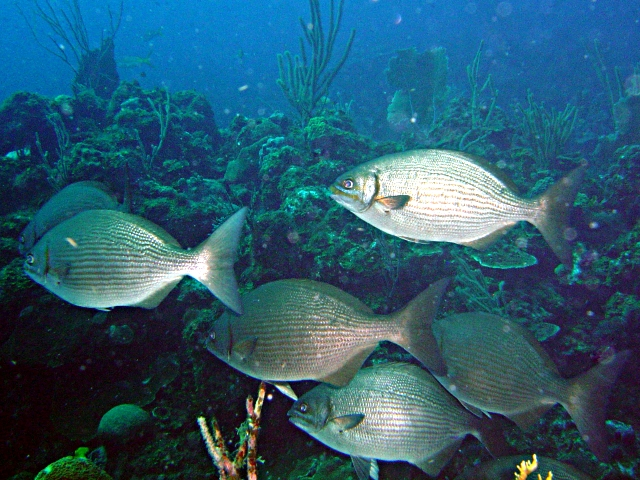
Kyphosus sectatrix
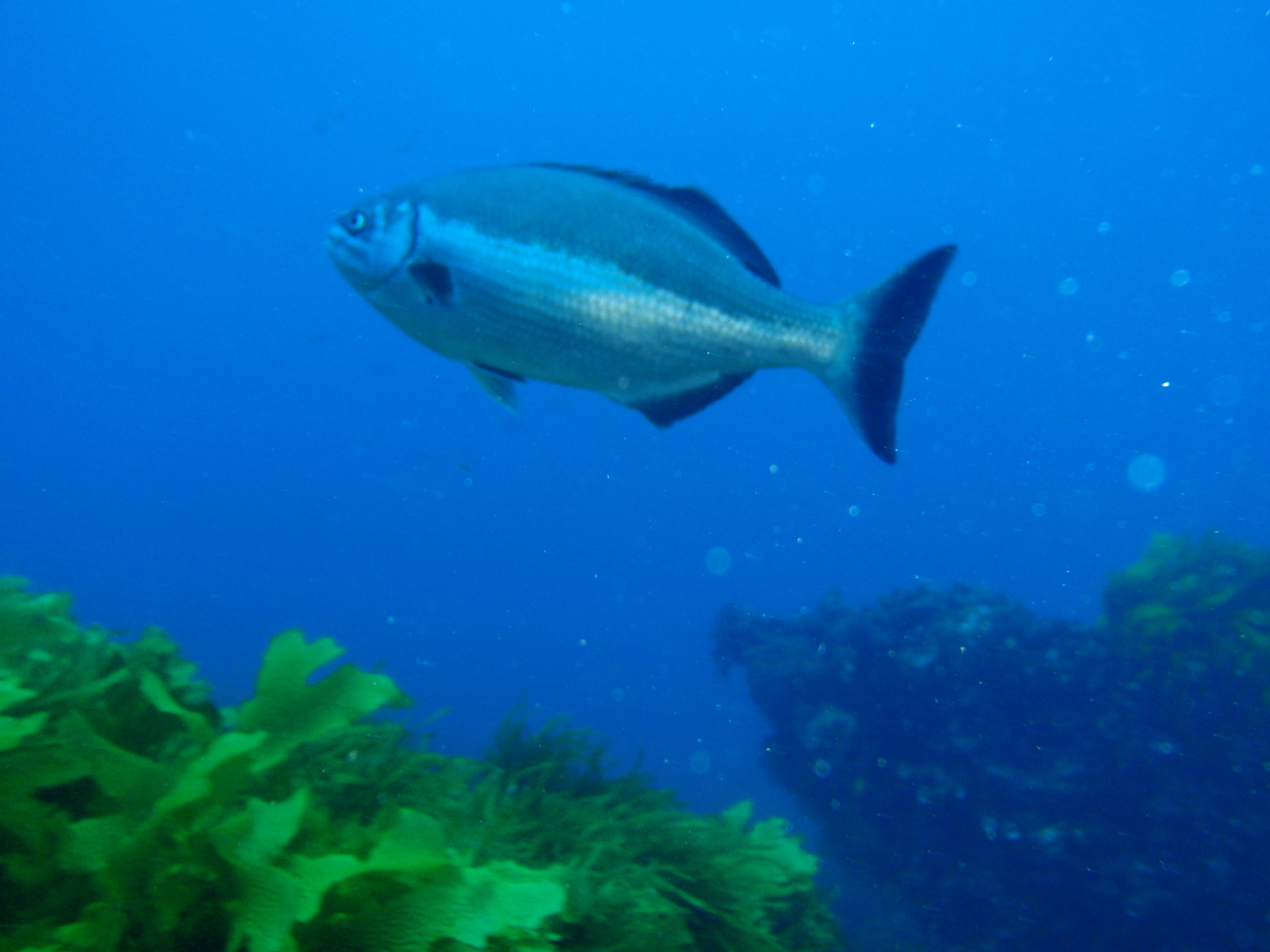
Kyphosus sydneyanus
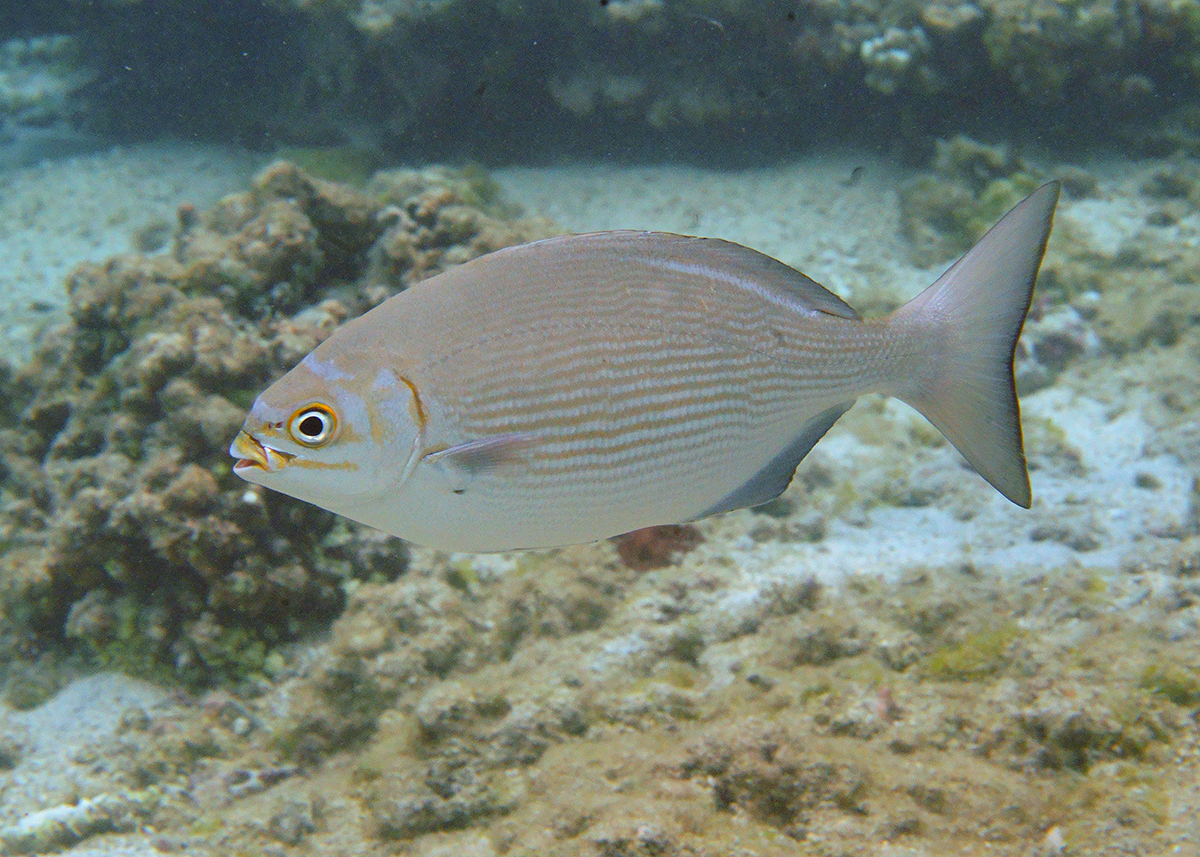
Kyphosus vaigiensis